# Achoriphragma pjataevae
Achoriphragma pjataevae är en korsblommig växtart som först beskrevs av M.G. Pachomova, och fick sitt nu gällande namn av Jiří Soják. Achoriphragma pjataevae ingår i släktet Achoriphragma och familjen korsblommiga växter. Inga underarter finns listade i Catalogue of Life.